# Félix Auvray
Pour les articles homonymes, voir Auvray.
Félix Auvray, né le 31 mars 1800 à Cambrai et mort le 11 septembre 1833 à Paris 10e, est un peintre, écrivain et caricaturiste français.
Il est le frère du peintre Hippolyte-Alexandre Auvray (d) et du sculpteur Louis Auvray..

## Biographie
Félix Auvray est l'élève de Jacques-François Momal, et du baron Gros à l'Académie des beaux-arts. Il fut un des hôtes de l'atelier La Childebert au no 9 rue Childebert à Paris.
Lors du Salon de 1824, il expose au Musée royal des Arts (actuel Musée du Louvre), avec sa peinture Saint Louis prisonnier à Damiette. Il expose Le Dernier Jour de Pompéi — dont l'étude préparatoire est conservée au musée des beaux-arts de Valenciennes — au Salon Parisien de 1831.

## Œuvres dans les collections
- Fondation Alexandre Vassiliev : Portrait de Rosalie Fauvez (belle-mère du peintre), 1829[4]
- Musée des Beaux-Arts de Valenciennes : Henri Bougenier, huile sur toile, 1828
- Cathédrale Saint-Maurice d'Angers (dépôt[5]) : Saint Louis prisonnier à Damiette, huile sur toile, 1824

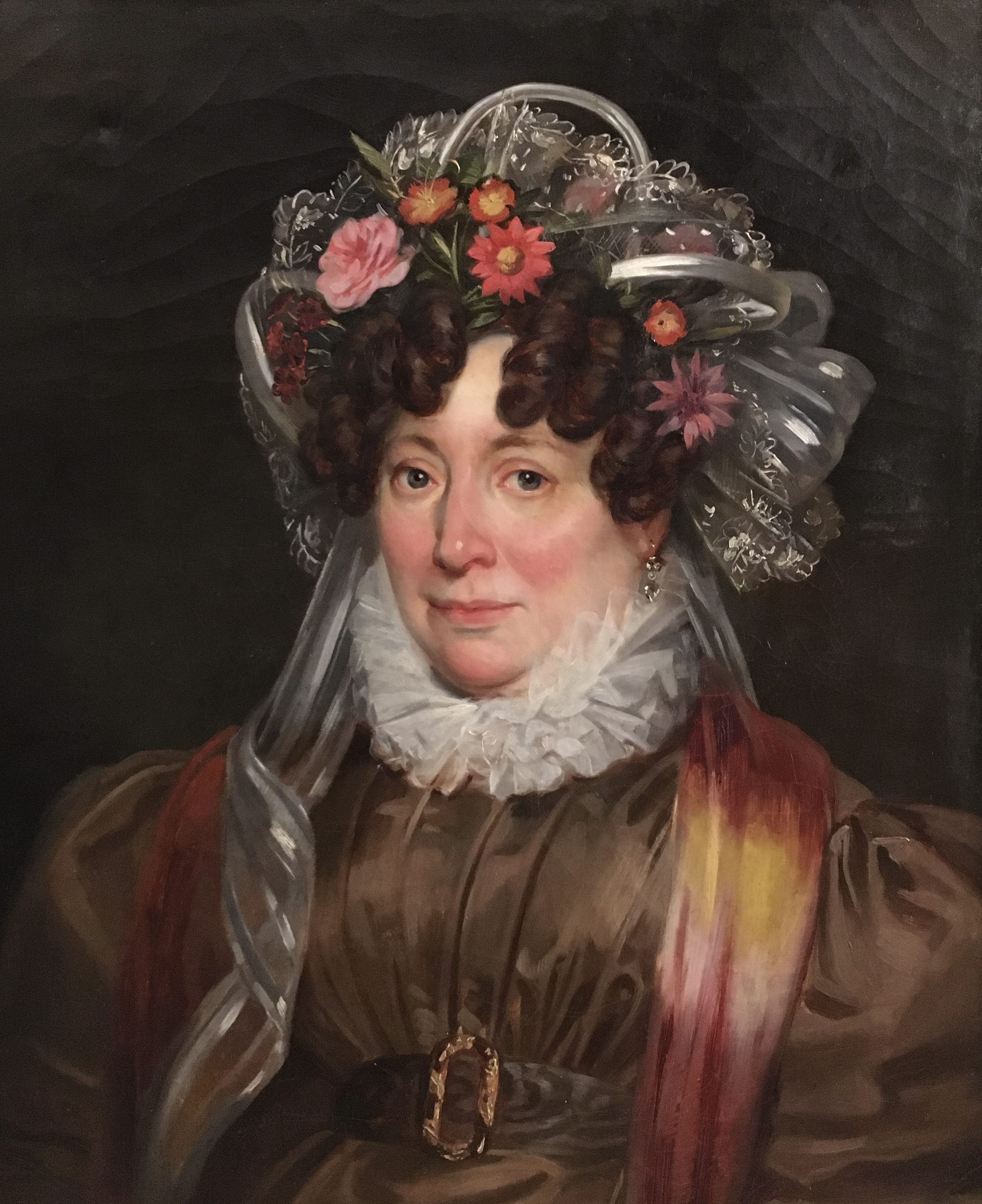
Portrait de la marchante de mode Rosalie Fauvez, 1829.
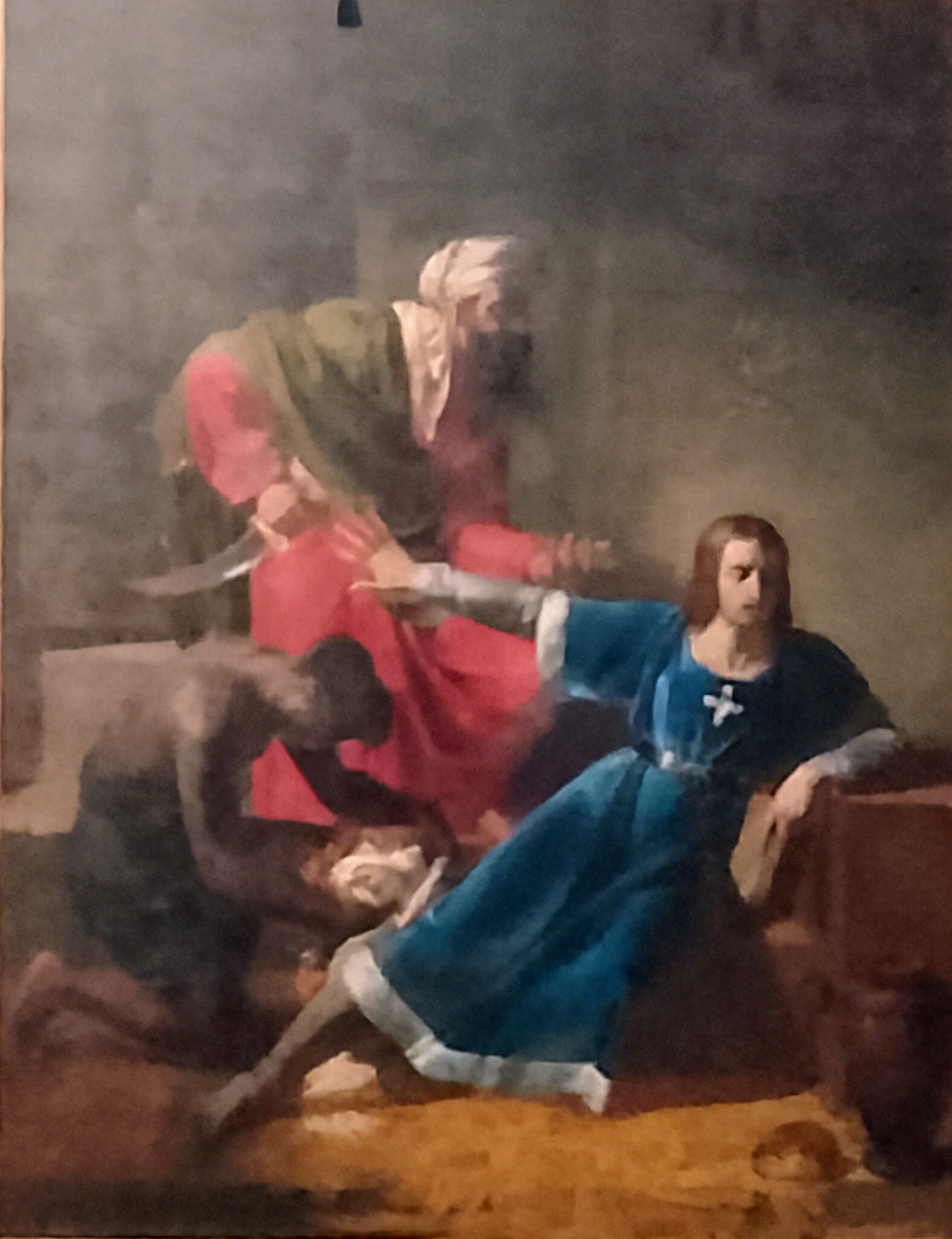
Saint Louis prisonnier à Damiette, 1824.

## Postérité
La peinture Saint Louis prisonnier à Damiette, fut exposée en 2014, à l'occasion d'une exposition organisée au château d'Angers, intitulée : Saint Louis, roi de France en Anjou,.